# 细腰亚目
细腰亚目（学名：Apocrita）是昆蟲綱膜翅目中最重要的亚目，包括大多數現生的膜翅目物種，例如螞蟻和各種蜂類，相对而言广腰亚目的种类要少得多。这两个亞目的昆虫大多有膜狀透明的翅膀，细腰亚目昆虫的第1和第2腹环（abdominal ring）之间有一个非常细的部位，这个蜂腰使得细腰亚目成員的腹部非常灵活。
今天已知约有十万个属于细腰亚目的种，估计实际上的数目还要多得多。其中最小的纓小蜂只有0.14毫米大，最大的黄蜂可以超过5厘米。细腰亚目昆虫的翼展从1到100毫米不等。

## 生理结构

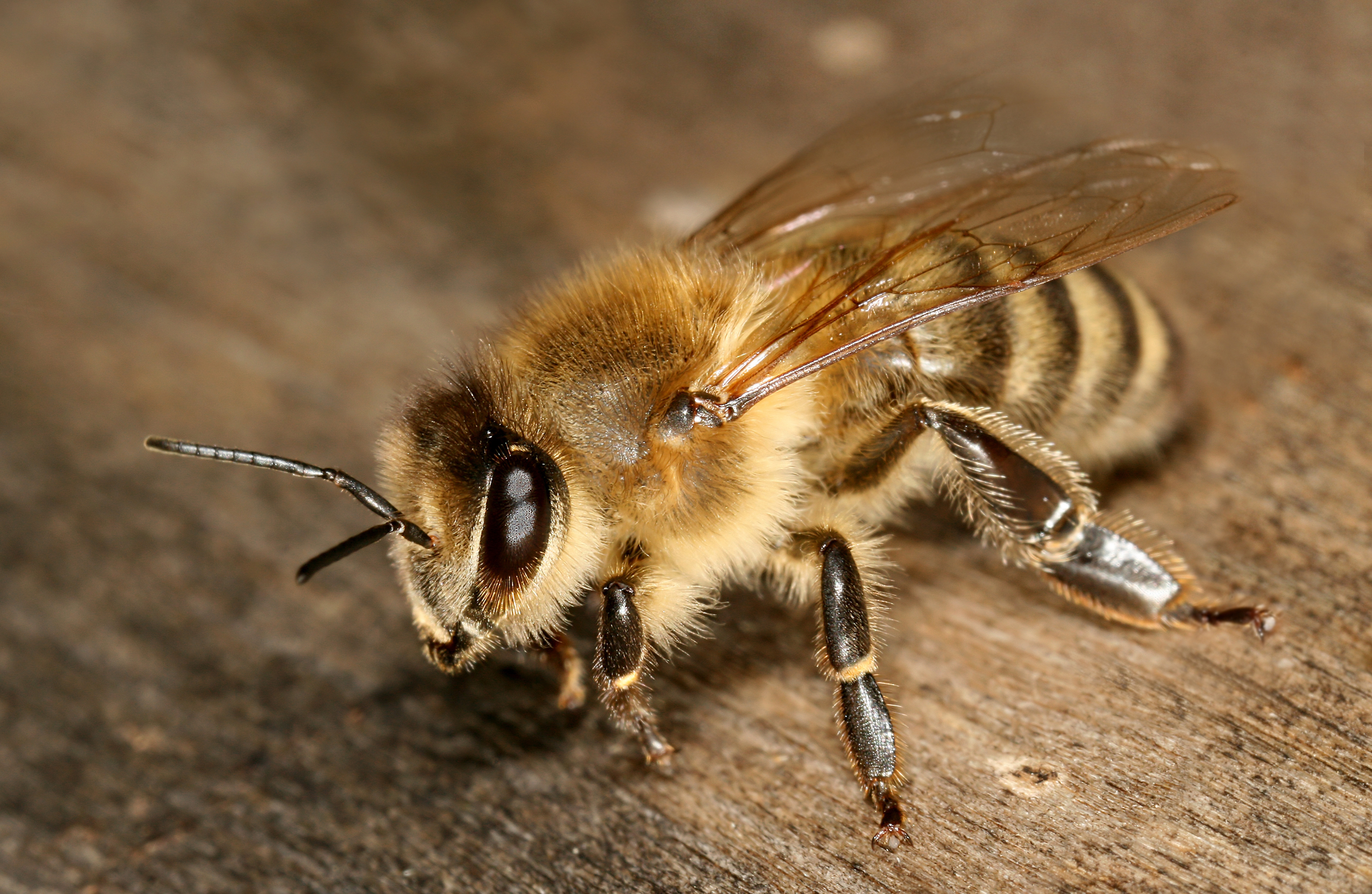
卡尼鄂拉蜂（Apis mellifera carnica）

与广腰亚目不同的是细腰亚目的昆虫有一个特有的蜂腰。熊蜂也是有蜂腰的，只不过它的蜂腰被其绒毛遮住了。这个蜂腰实际上并不是胸和腹的间隔，从解剖学的角度来看它是腹部的一个细长的部位，腹部的第一个环被压入了胸部。
细腰亚目的昆虫数量众多，它们不但从生活方式上各不相同，而且从形状上也多种多样。它们的翅膀是膜状的、而上面由脈絡分成一個個不規則的大格子，在煽动时方向总是对称的。这些翅膀往往通过边缘结构相连。一些科和许多种的翅膀（比如蚂蚁中的工蚁）完全退化了，但是蚂蚁的蚁后和雄蚁还有翅膀。
其它特征有两只大的复眼（上千长的视细胞）和三只单眼。咀嚼式或舔吸式的口器。膜翅目是全变态类昆虫中唯一有產卵管的昆虫，其中许多细腰亚目昆虫的产卵管演變为一根螫針。
细腰亚目的社会形式有单个生活、寄生、群居和社會性生活。
细腰亚目的幼虫没有脚，如同蠕虫，行社會性生活的细腰亚目昆虫往往會抚育牠们的幼虫。

### 螫針

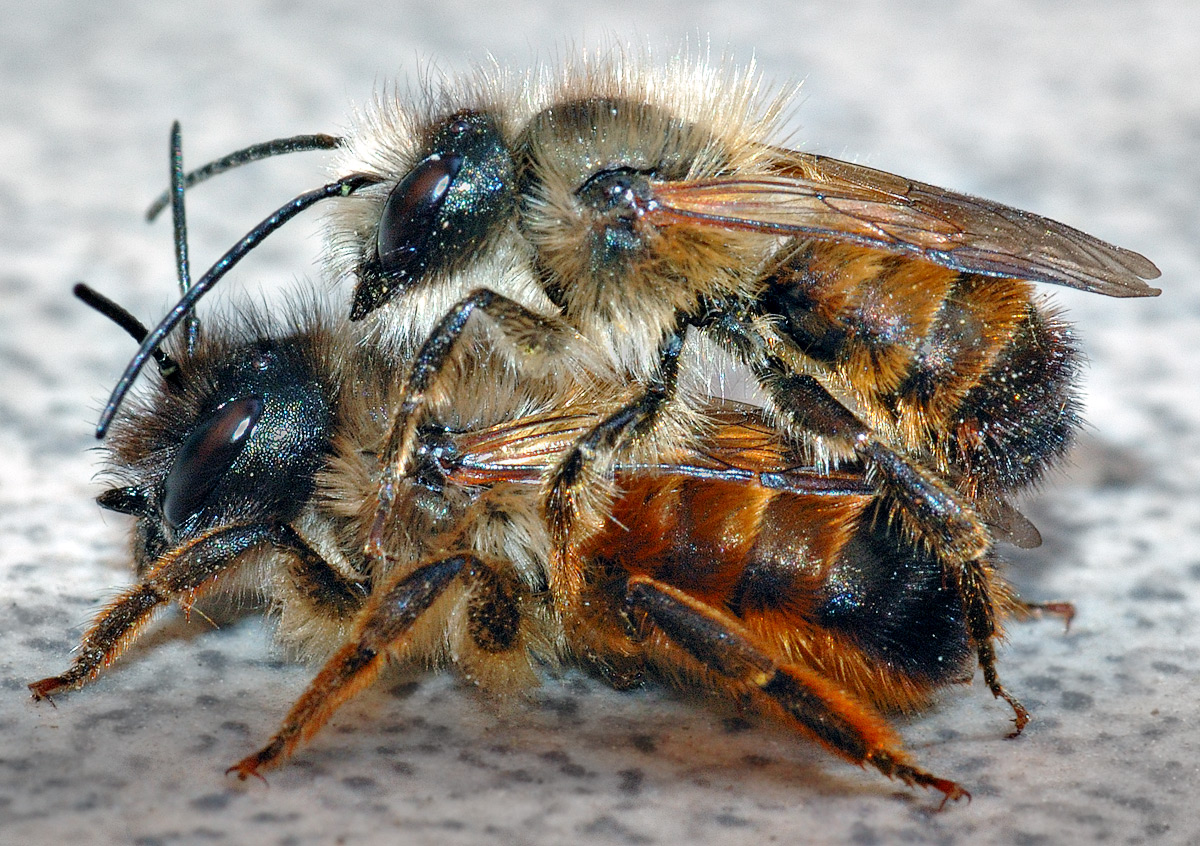
红壁蜂（Osmia rufa）

许多细腰亚目的昆虫的产卵管演化成了一根帶毒的螫針。在这里有锥尾组（Terebrantia）和针尾组（Aculeata）之分。后者包括黄蜂、蜜蜂和大黄蜂等。

## 分类
- 針尾下目 Aculeata
  - 蜜蜂总科 Apoidea
  - 青蜂總科 Chrysidoidea[1]
  - 胡蜂总科 Vespoidea
  - 蟻總科 Formicoidea
- 寄生蜂下目 Parasitica
  - 分盾细蜂总科 Ceraphronoidea[2]：棲息於新北界
  - 小蜂总科 Chalcidoidea
  - 瘿蜂总科 Cynipoidea[3]
  - 瘦蜂总科 Evanioidea[4]：又名旗腹蜂总科
  - 姬蜂总科 Ichneumonoidea
  - Megalyroidea
  - 柄腹柄翅小蜂總科 Mymarommatoidea[2]：又名Serphitoidea
  - 廣腹細蜂總科 Platygastroidea[5]
  - 细蜂总科 Proctotrupoidea
  - 冠蜂總科 Stephanoidea[6]
  - 鉤腹蜂總科 Trigonaloidea[7]